# Bombardement de Wieluń
Campagne de Pologne de la Seconde Guerre mondiale
Le bombardement de Wieluń, en Pologne, est considéré par beaucoup comme le premier acte majeur de la Seconde Guerre mondiale et de la campagne de septembre. L'opération débute au petit matin du 1er septembre, lors des unités aériennes de la Luftwaffe entrent l'espace aérien polonais et atteignent la ville de Wieluń entre 04 h 40 et 04 h 45. Un total de 46 000 kg de bombes sont larguées sur des cibles civiles pendant neuf heures consécutives. Ailleurs, les escarmouches de la bataille de Westerplatte et de Dantzig débutent à peu près au même moment (04 h 45), déclenchant l'invasion bien coordonnée de la Pologne.
Située près de la frontière allemande, la ville de Wieluń est totalement sans défense, dépourvue de capacités anti-aériennes et d'une garnison militaire. Bien que n'ayant aucune importance stratégique militaire, les frappes aériennes contre la ville se sont poursuivies, les rapports de renseignement allemands indiquant qu'une brigade de cavalerie polonaise était stationnée en ville. La Luftwaffe a également bombardé des localités voisines comme Działoszyn, Radomsko et Sulejów, qui n'avaient pas non plus de cibles militaires.
L'attaque de la ville est décrite comme le premier crime de guerre commis par l'Allemagne pendant la Seconde Guerre mondiale. La Luftwaffe aurait bombardé un hôpital « clairement identifié » et mitraillé les civils en fuite. Dans la foulée, 127 victimes civiles sont signalées – peut-être « plusieurs centaines » – mais le nombre exact reste inconnu,. Soixante-dix pour cent de la ville (jusqu'à 90 % dans le centre-ville) a été complètement détruit.